# Lentipes concolor
Lentipes concolor (tiếng Hawaii: 'o'opu' alamo'o hoặc 'o'opu hi'u koleis) là một loài cá bống loài đặc hữu của Hawaii, nơi chúng hiện diện ra ở các dòng suối trên núi. Con đực của loài này có thể đạt tới độ dài tiêu chuẩn 7 cm (2,8 in), trong khi cá cái chỉ đạt chiều dài khoảng 6 cm (2.4 in). Loài này là quan trọng đối với người dân bản địa như một loài cá thực phẩm.
Loài này có một lối sống giống cá hồi, chúng đẻ trứng trong vùng nước ngọt và đi ra biển để trưởng thành. L. concolor là đáng chú ý cho phương pháp độc đáo của nó trở về nơi đẻ trứng; chúng sử dụng đĩa hút trên mặt bụng của mình để leo lên những tảng đá ướt phía sau thác nước, thậm chí mở rộng quy mô thác Akaka cao 422 foot.